# Zamek Roogna
Zamek Roogna (tyt. oryg. Castle Roogna) – trzeci tom cyklu Xanth amerykańskiego pisarza Piersa Anthony’ego. Po  raz pierwszy ukazał się w 1979 roku, w Polsce przetłumaczony przez Nelę Szurek i wydany przez Dom Wydawniczy „Rebis” w 1992 roku.